# Distonia
La distonia, literalment, "to anormal (del múscul)", és un terme genèric usat per a descriure un trastorn neurològic del moviment que implica contraccions involuntàries, sostingudes del múscul. La distonia pot afectar els músculs a través del cos (generalitzat), en certes parts del cos (segmentari), o es pot confinar als músculs o als grups particulars del múscul (focals). Els moviments poden semblar un tremolor. La distonia sovint s'intensifica o agreuja amb l'activitat física, i els símptomes poden progressar cap als músculs adjacents.
El trastorn pot ser hereditari o causat per altres factors, com ara traumes físics relacionats amb el naixement o altres, infeccions, intoxicació (per exemple, intoxicació per plom) o reacció a fàrmacs, en particular neurolèptics, o estrès. El tractament s'ha d'adaptar molt a les necessitats de l'individu i pot incloure medicaments orals, injeccions de neurotoxina botulínica per quimiodenervació, fisioteràpia o altres teràpies de suport i procediments quirúrgics com l'estimulació cerebral profunda.